# 沙佩勒鲁瓦亚勒
沙佩勒鲁瓦亚勒（法語：Chapelle-Royale，法語發音：[ʃapɛl ʁwajal]）是法国厄尔-卢瓦省的一个市镇，属于诺让勒罗特鲁区。

## 地理
沙佩勒鲁瓦亚勒（48°8'40"N, 1°3'2"E）面积9.89 平方千米，位于法国中央-卢瓦尔河谷大区厄尔-卢瓦省，该省份为法国北部内陆省份，北起顺时针与厄尔省、伊夫林省、埃松省、卢瓦雷省、卢瓦-谢尔省、萨尔特省和奧恩省接壤。
与沙佩勒鲁瓦亚勒接壤的市镇（或旧市镇、城区）包括：安韦尔、拉巴佐什古埃、瓦尔迪耶尔。
沙佩勒鲁瓦亚勒的时区为UTC+01:00、UTC+02:00（夏令时）。

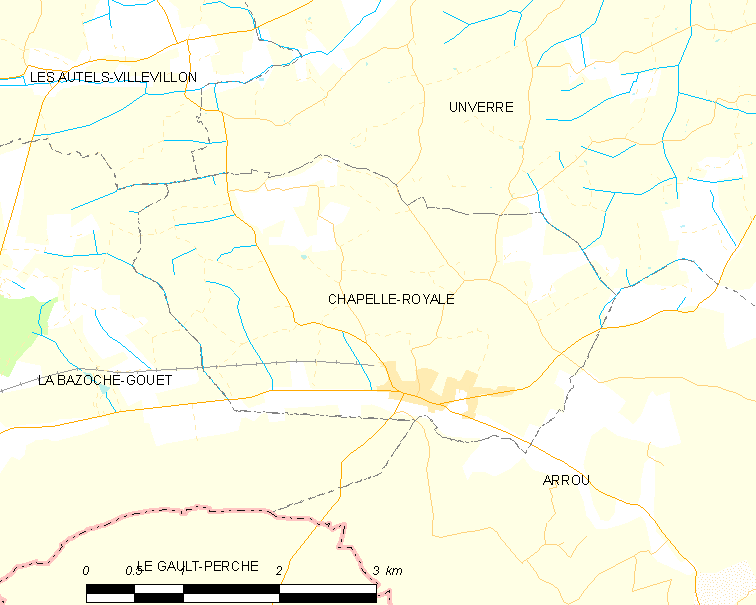
沙佩勒鲁瓦亚勒的OSM定位图

## 行政
沙佩勒鲁瓦亚勒的邮政编码为28290，INSEE市镇编码为28079。

## 政治
沙佩勒鲁瓦亚勒所属的省级选区为布鲁县。

## 人口

1962-2008年间沙佩勒鲁瓦亚勒人口变化图示

沙佩勒鲁瓦亚勒于2022年1月1日时的人口数量为321人。